# Park Narodowy Farallones de Cali
Park Narodowy Farallones de Cali (hiszp. Parque nacional natural Farallones de Cali) – park narodowy w Kolumbii położony w departamentach Cauca i Valle del Cauca. Został utworzony 15 lipca 1968 roku i zajmuje obszar 1963,65 km². W 2008 roku został zakwalifikowany przez BirdLife International jako ostoja ptaków IBA. Na południe od niego znajduje się Park Narodowy Munchique.

## Opis
Park obejmuje fragment Kordyliery Zachodniej, pasmo górskie Farallones de Cali, na wysokościach od 200 do 4100 m n.p.m. Pasmo oddziela wybrzeże Oceanu Spokojnego od rzeki Cauca za którą znajduje się Kordyliera Środkowa. Znajdują się tu źródła ponad 30 rzek. W parku występują cztery ekosystemy: wilgotny las równikowy (do wysokości 1200 m n.p.m.), las mglisty, tropikalny wilgotny las górski i paramo (powyżej 3500 m).
Średnia roczna temperatura w parku wynosi w zależności od wysokości od +5 °C do +25 °C. Na zachodnich zboczach średnie roczne opady przekraczają 6000 mm, a na wschodnich wynoszą około 3000 mm.

## Flora
W lasach występuje zagrożony wyginięciem (EN) Trigonobalanus excelsa, narażone na wyginięcie (VU) Aniba perutilis i Gustavia speciosa, a także m.in.: Podocarpus oleifolius, Drimys granadensis, Sphaeradenia silvestris, Fernandezia lanceolata, Epidendrum lasiostachyum, Quercus humboldtii, Cavendishia quereme i rośliny z rodzajów kluzja, Miconia, Aulonemia, Chusquea.
W paramo rosną m.in.: Puya occidentalis, Castratella piloselloides, Ilex suprema, Pentacalia vaccinioides, Brachyotum lindenii i Themistoclesia compta.

## Fauna
W parku zarejestrowano około 646 gatunków ptaków, 70 gatunków ssaków, 115 gatunków płazów i 107 gatunków gadów.
Ptaki tu występujące to zagrożone wyginięciem (EN) andowik, penelopa brunatna, kukawka prążkowana i penelopa kasztanowata, narażone na wyginięcie (VU) ara zielona, gorzynek cytrynowy, trębacz szarogardły, strojnoczub długobrody, zieleniec oliwkowy, tanagra czarno-złota, cukrownik turkusowy i sóweczka ekwadorska, a także m.in.: urubitinga górska, szarostrząb, derkacznik kolumbijski, wireonek jasnoskrzydły, haczykodziobek epoletowy, oranżyk, krępomrowiec stokowy, cierniosternik kolumbijski, andotukan czarnodzioby, szmaragdotanagra wspaniała, tęgogłowik wielobarwny, lelkowiec kolumbijski, brodacz pięciobarwny, dzięcioł krótkodzioby, kusogon czarnobrewy, syczoń kolumbijski, przepiór kasztanowaty, pustelnik białowąsy.
Ssaki żyjące w parku to zagrożone wyginięciem (EN) czepiak ciemny i tapir panamski, narażone na wyginięcie (VU) wyjec płaszczowy, ponocnica lemurowata, kapucynka czarno-biała, pekari białobrody, mrówkojad wielki i andoniedźwiedź okularowy, a także m.in.: wydrak długoogonowy, ocelot nadrzewny, ocelot wielki, pakożer leśny, puma płowa, jaguar amerykański, leniwiec pstry, leniuchowiec krótkoszyi, olingo puszystoogonowy, mazama ruda, mulak białoogonowy, kabassu północny, paka nizinna, aguti środkowoamerykański, pakarana Branickiego.
Z gadów w parku występują narażony na wyginięcie (VU) krokodyl amerykański, a także m.in.: Rhinoclemmys melanosterna, kajman okularowy, Chelydra acutirostris i Rhinoclemmys annulata.
Płazy żyjące w parku to m.in.: krytycznie zagrożone wyginięciem (CR) drzewołaz czerwonopasy, drzewołaz wytworny i Andinobates viridis oraz zagrożony wyginięciem (EN) liściołaz dwukolorowy.